# Kluane / Wrangell - Saint-Élie / Glacier Bay / Tatshenshini-Alsek
Kluane / Wrangell-St Elias / Glacier Bay / Tatshenshini-Alsek est un ensemble naturel à cheval sur les provinces canadiennes de Colombie-Britannique et du Yukon et sur l'État américain de l'Alaska. Il comprend trois parcs nationaux et un parc provincial et fait partie du patrimoine mondial de l'UNESCO (depuis 1979 avec une extension en 1992 et 1994).

## Description
La zone présente une concentration de plusieurs des plus hauts sommets de l'Amérique du Nord dont le mont Logan (plus haut sommet du Canada avec 5 959 m), le plus grand champ de glace hors calottes polaires avec une centaine de glaciers et des populations de grizzlis, de caribous de mouflons de Dall.
L'ensemble couvre une superficie de 98 391,21 km2 (plus de deux fois celle de la Suisse).

## Parcs nationaux
- Parc national de Kluane, dans le Yukon (Canada)
- Parc national de Wrangell - Saint-Élie, en Alaska (États-Unis)
- Parc national de Glacier Bay, en Alaska (États-Unis)
- Tatshenshini-Alsek, en Colombie-Britannique (Canada)